# Cynorta coxaepunctata
Cynorta coxaepunctata is een hooiwagen uit de familie Cosmetidae.